# Pseudopachychaeta orotavana
Pseudopachychaeta orotavana är en tvåvingeart som först beskrevs av Günther Enderlein 1929.  Pseudopachychaeta orotavana ingår i släktet Pseudopachychaeta och familjen fritflugor.
Artens utbredningsområde är Kanarieöarna. Inga underarter finns listade i Catalogue of Life.